# Polyrhachis creusa
Polyrhachis creusa är en myrart som beskrevs av Carlo Emery 1897. Polyrhachis creusa ingår i släktet Polyrhachis och familjen myror.

## Underarter
Arten delas in i följande underarter:
- P. c. creusa
- P. c. distinguenda